# 100936 Mekong
100936 Mekong è un asteroide della fascia principale. Scoperto nel 1998, presenta un'orbita caratterizzata da un semiasse maggiore pari a 2,4081848 UA e da un'eccentricità di 0,1306681, inclinata di 2,60399° rispetto all'eclittica.
L'asteroide è dedicato all'omonimo fiume dell'Indocina.